# Haus Wahnfried
Haus Wahnfried (dům Wahnfried) je vila obývaná německým skladatelem Richardem Wagnerem (1813–1883) a jeho rodinou v městě Bayreuth v severním Bavorsku, na okraji zámecké zahrady. Dnes se v něm nachází Muzeum Richarda Wagnera.
Jméno domu osvětluje nápis vyrytý na čelní straně budovy:
| „                | Hier wo mein Wähnen Frieden fand – Wahnfried – sei dieses Haus von mir benannt. (Zde, kde mé blouznění dosáhlo míru – Mír po blouznění – budiž tento dům mnou nazván.) | “ |
| — Richard Wagner | |   |

Podle záznamu v deníku Cosimy Wagnerové ze dne 4. května 1874 posloužil jako inspirace název hesenského sídla Wanfried poblíž Eschwege.
Richard Wagner se usadil v Bayreuthu, tedy ve městě, které si zvolil jako sídlo hudebních slavností věnovaných svým operám, roku 1872. V letech 1872-1874 postavil místní stavitel Carl Wölfel podle představ skladatele a podle pozměněných plánů berlínského architekta Wilhelma Neumanna budovu Wagnerovy soukromé vily. Pozemek na okraji zámecké zahrady (Hofgarten) poskytlo skladateli zdarma město Bayreuth, stavbu datem 25 000 tolarů financoval Wagnerův mecenáš, bavorský král Ludvík II.; von Zumbuschova busta zobrazující Ludvíka v mladém věku, kterou král skladateli daroval roku 1875, je od té doby vystavena před domem. 28. dubna 1874 se Richard Wagner s manželkou Cosimou a dětmi Danielou, Blandinou, Isoldou, Evou a Siegfriedem nastěhovali do dokončené vily. V tomto domě Wagner dokončil Soumrak bohů (a tím i celý Prsten Nibelungův) dne 21. listopadu 1874 a zde začal (roku 1877) i ukončil (13. ledna 1882) práci na svém posledním díle, opeře Parsifal.
V posledních letech svého života Wagner trpěl zejména v zimních měsících zdravotními problémy ztěžovanými bayreuthským podnebím, a proto se odsud na dlouhá období vzdaloval. S celou rodinou se zdržoval řadu měsíců v Itálii. V průběhu svého posledního italského pobytu pobýval od září 1882 v Benátkách, kde 13. února 1883 v paláci Vendramin-Calergi zemřel. Jeho mrtvola byla převezena do Bayreuthu a podle jeho přání 18. února pohřbena ve hrobce na zahradě vily Wahnfried, pod žulovou deskou bez jakéhokoli označení. Po jeho boku byla později pochována jeho manželka Cosima (1837–1930) i věrný pes Russ.
Na konci 19. století byl v bezprostřední blízkosti vily Wahnfried postaven dům Siegfrieda Wagnera, který byl ve 30. letech 20. století spojen s hlavní budovou přístavbou. Do roku 1930 obývala Wahnfried Cosima Wagnerová a Siegfried Wagner, později s manželkou a dětmi, bydlel ve vedlejší budově. V letech 1930-45 bydlela ve vile Wahnfried Winifred Wagnerová se svými dětmi. V roce 1932 vyklidila řadu dosud pietně zachovávaných prostor a mnoho památečních předmětů předala Památníku Richarda Wagnera, který byl předchůdcem dnešního Muzea Richarda Wagnera. a Siegfriedově domě ubytovávala hosty, mj. Artura Toscaniniho, Richarda Strausse a mnohonásobně též Adolfa Hitlera, podle nějž byl Siegfriedův dům nazýván také „Führerbau“.
Při náletu na Bayreuth dne 5. dubna 1945 byla zadní polovina Wahnfriedu včetně hlavního společenshého prostoru — velkého sálu — zničena. Umělecké předměty i Wagnerova knihovna byly vesměs zachráněny, řada předmětů a nábytku však byla zničena proto, že je gestapo zakázalo Wagnerově rodině vystěhovat, protože by to vyslalo defétistický signál obyvatelstvu. Nemovitosti Wagnerovy rodiny byly po válce zabaveny a využívala je americká armáda, zejména pro ubytování a jako důstojnický klub, ale i pro zpravodajské účely. Rodině byly navráceny roku 1949. Wahnfried provizorně opravil Wieland Wagner a žil zde s rodinou do své smrti roku 1966. K zachované části přibyla střídmá novodobá betonová přístavba; přitom byly poškozeny některé zachované části, takže Winifred Wagnerová si stěžovala, že „Wieland způsobil více škod než bomby“. Winifred žila od roku 1954 v Siegfriedově domě; Wieland Wagner vyjádřil svůj odstup od matky tím, že dal mezi oběma budovami postavit třímetrovou zeď. Do roku 1973 zůstal Wahnfried v majetku rodiny Wagnerových; pak jej rodina darovala městu Bayreuthu, které se zavázalo uvést budovu do původního stavu a pronajmout ji Nadaci Richarda Wagnera pro účely muzea. Město od rodiny odkoupilo i dům Siegfrieda Wagnera, kde měla nárok na doživotní bydlení Winifred Wagnerová († 1980), poté byl přičleněn k muzeu.
V letech 1972 až 1976 byly dům i park rekonstruovány v původní podobě. Od roku 1976 (výročí prvních bayreuthských slavností) je zde umístěno muzeum Richarda Wagnera se stálou expozicí o Richardu Wagnerovi a Hudebních slavnostech v Bayreuthu. K němu jsou připojeny Národní archiv Richarda Wagnera (založený 1932, od 1973 předán do veřejného vlastnictví a ve správě nadace), který obsahuje mimo jiné většinu zachovaných Wagnerových rukopisných partitur a skladatelovu knihovnu, a také výzkumné pracoviště (Nadace) Richarda Wagnera, založené původně roku 1938. V čelem muzea stál po založení nejprve Manfred Eger, od roku 1993 stávající ředitel Sven Friedrich.
Zevnějšek budovy v novorenesančním stylu je velmi prostý, ozdobený jen sgrafitem zobrazující Germánský mýtus (postava Wotana se dvěma havrany) mezi dvěma ženskými alegorickými postavami, Řeckou tragédií a Hudbou budoucnosti doprovázenou dítětem ztělesňujícím Umělecké dílo budoucnosti (s rysy Wagnerova syna Siegfrieda). Přízemí Wahnfriedu tvoří především dvě velké reprezentativní místnosti: hala a velký sál. Vstupní hala se zachovala v originální podobě a je zdobena freskami, mramorovými bustami Richarda a Cosimy Wagnerových, Ference Liszta a Ludvíka II. a sochami znázorňujícími postavy z Wagnerových oper. Sál, původně hlavní společenský i obytný prostor domu, byl po Wagnerově smrti uchováván v pietně nezměněném stavu, roku 1945 byl však zničen náletem a rekonstruován jen ve vnější podobě. Nyní je v něm vystavena originální knihovna Richarda Wagnera sestávající z cca 2500 ručně vázaných svazků, z velké část partitur (v rekonstruovaných skříních) a Steinwayovo křídlo darované skladateli roku 1876. Zde se konají i různé akce, mj. komorní koncerty nebo přednášky uvádějící návštěvníky hudebních slavností do Wagnerova díla.
Kromě toho se v přízemí nachází menší prostory po stranách, původní jídelna, "lila" salón Cosimy Wagnerové i místnosti pro hosty. Po prostých dřevěných schodech se z foyeru stoupá do prvního patra, kde se nacházely soukromé prostory rodiny (ložnice, dětské pokoje, Wagnerova pracovna) a galerie nad sálem. Mezi oběma podlažími se nachází ještě vložené podlaží zvenčí nepozorovatelné, dostupné z původních ložnic a dětských pokojů a obsahující koupelny a šatny. V suterénu budovy se nacházely provozní prostory domu. Po zřízení muzea byla většina těchto místností využita pro expoziční účely.
Od 1. srpna 2010 je muzeum uzavřeno a budova Wahnfriedu a její okolí prochází zásadní rekonstrukcí. Její součástí je i stavba nové budovy v zahradě Wahnfriedu. Tyto plány mají však v občanské společnosti i odpůrce sdružené v „Interessengemeinschaft Wahnfried“. Projekt měl původně dokončen do května 2013, tedy k dvoustému výročí narození Richarda Wagnera. Poněvadž však financování rekonstrukce celého památníku nebylo koncem roku 2012 definitivně zajištěno, dá se její dokončení očekávat až v roce 2014.
V bezprostřední blízkosti Wahnfriedu se nacházejí též „Lisztův dům“ (Wahnfriedstrasse 9), ve kterém roku 1886 zemřel Ferenc Liszt a dnes se v něm nachází Muzeum Franze Liszta, a „Chamberlainův dům“ (Wahnfriedstrasse 1), ve kterém do své smrti roku 1927 bydlel Houston Stewart Chamberlain se svou ženou, Wagnerovou dcerou Evou; dnes je v něm uložena Chamberlainova pozůstalost a knihovna a rovněž se zde nachází Muzeum Jeana Paula.
Pojem „Wahnfried“ (podobně jako samotný „Bayreuth“) byl zejména na konci 19. a v první polovině 20. století často používán v přeneseném významu k označení Wagnerovy rodiny a širšího okruhu osob kolem ní, kolem Bayreuthských hudebních slavností a časopisu Bayreuther Blätter; konotoval tradicionalistické umělecké přístupy a konzervativní, nacionalistické a rasistické politické názory.

Obrázky
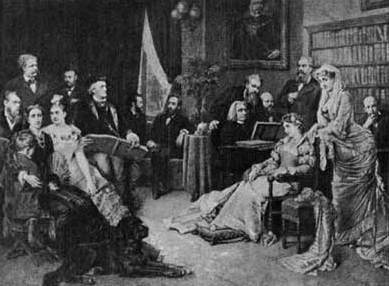
Richard Wagner v sále Wahnfriedu
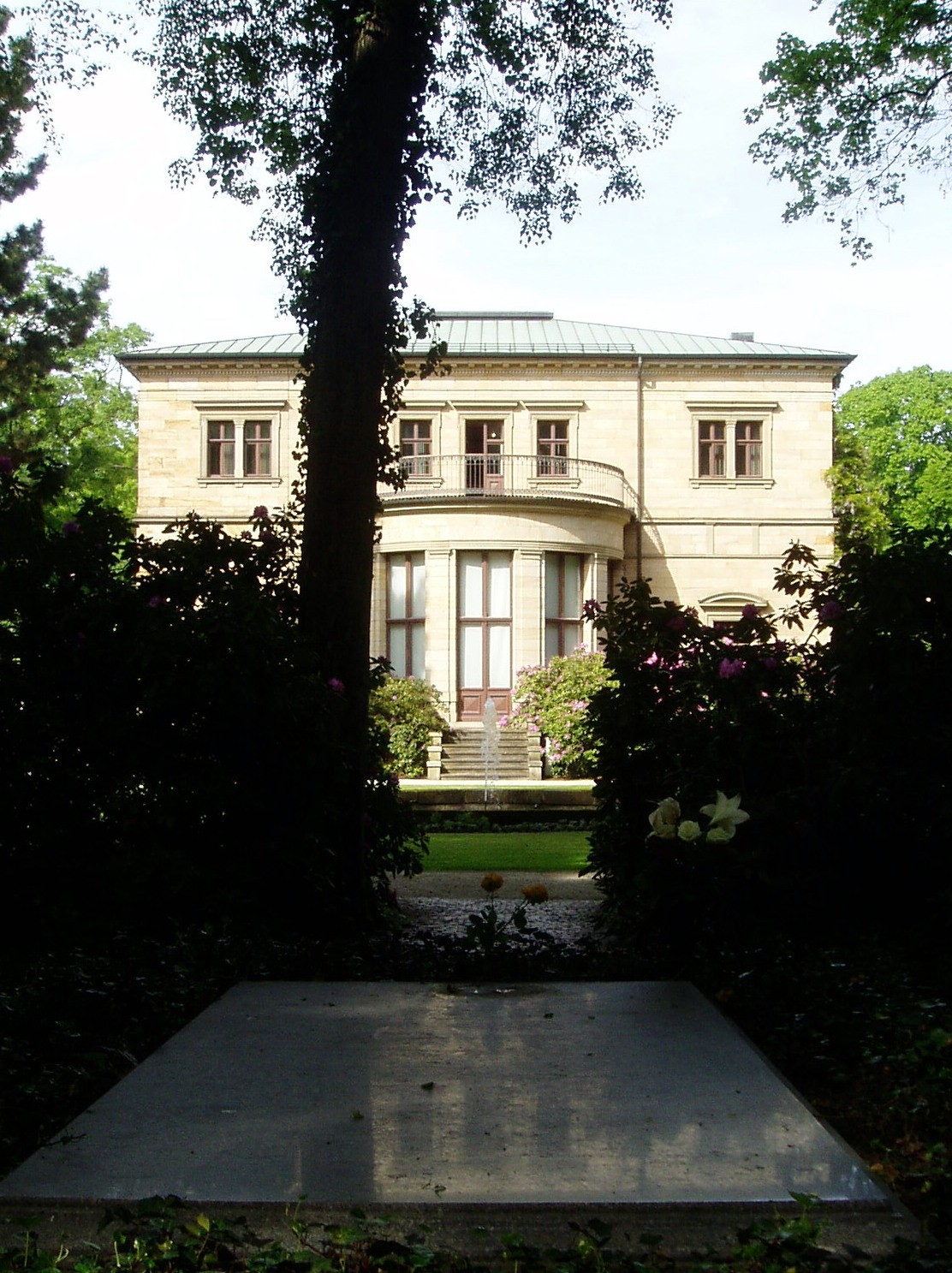
Pohled na Wahnfried zezadu od hrobu Wagnerových
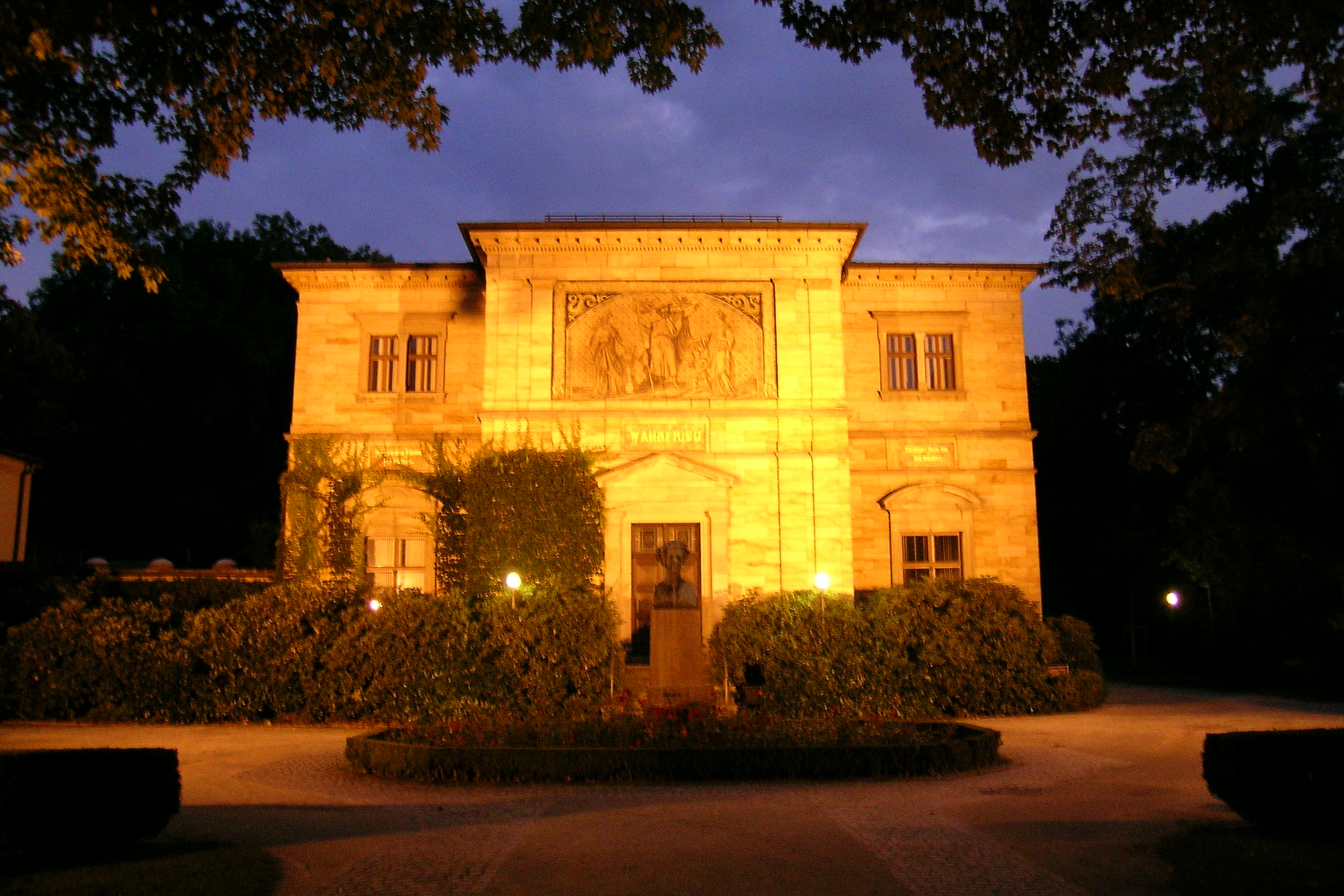
Wahnfried k večeru
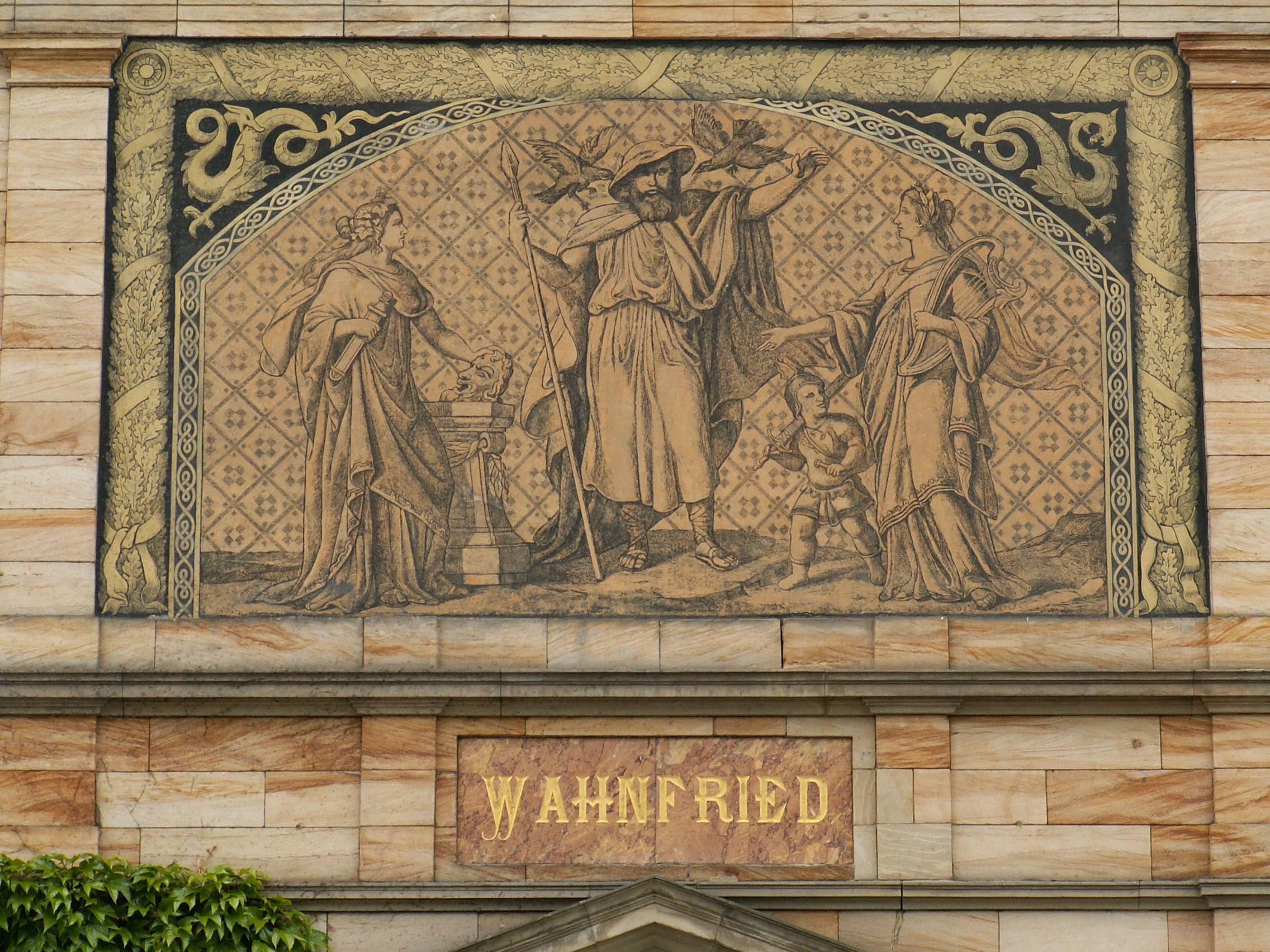
Detail fasády
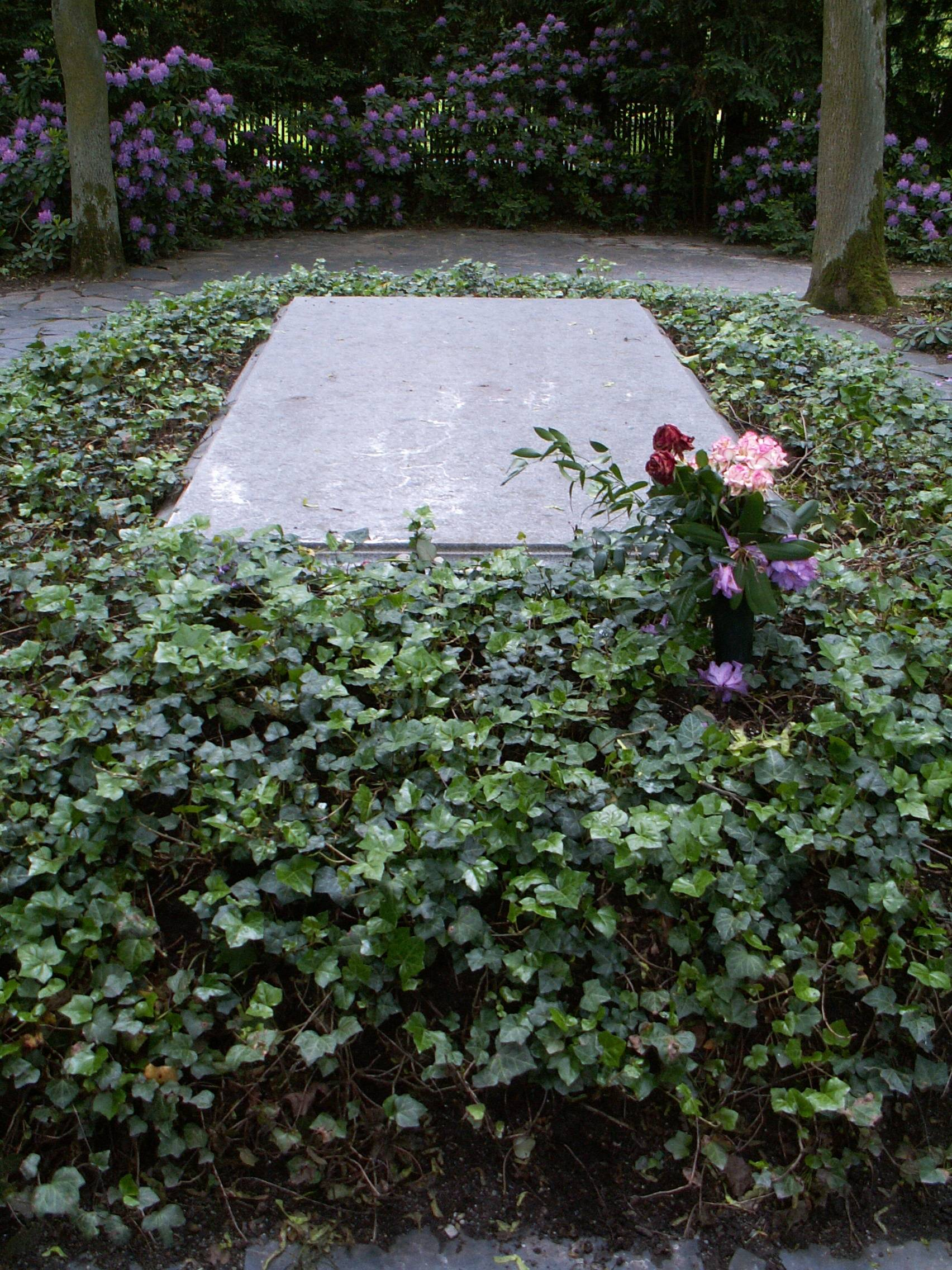
Hrob Richarda a Cosimy Wagnerových v parku za domem
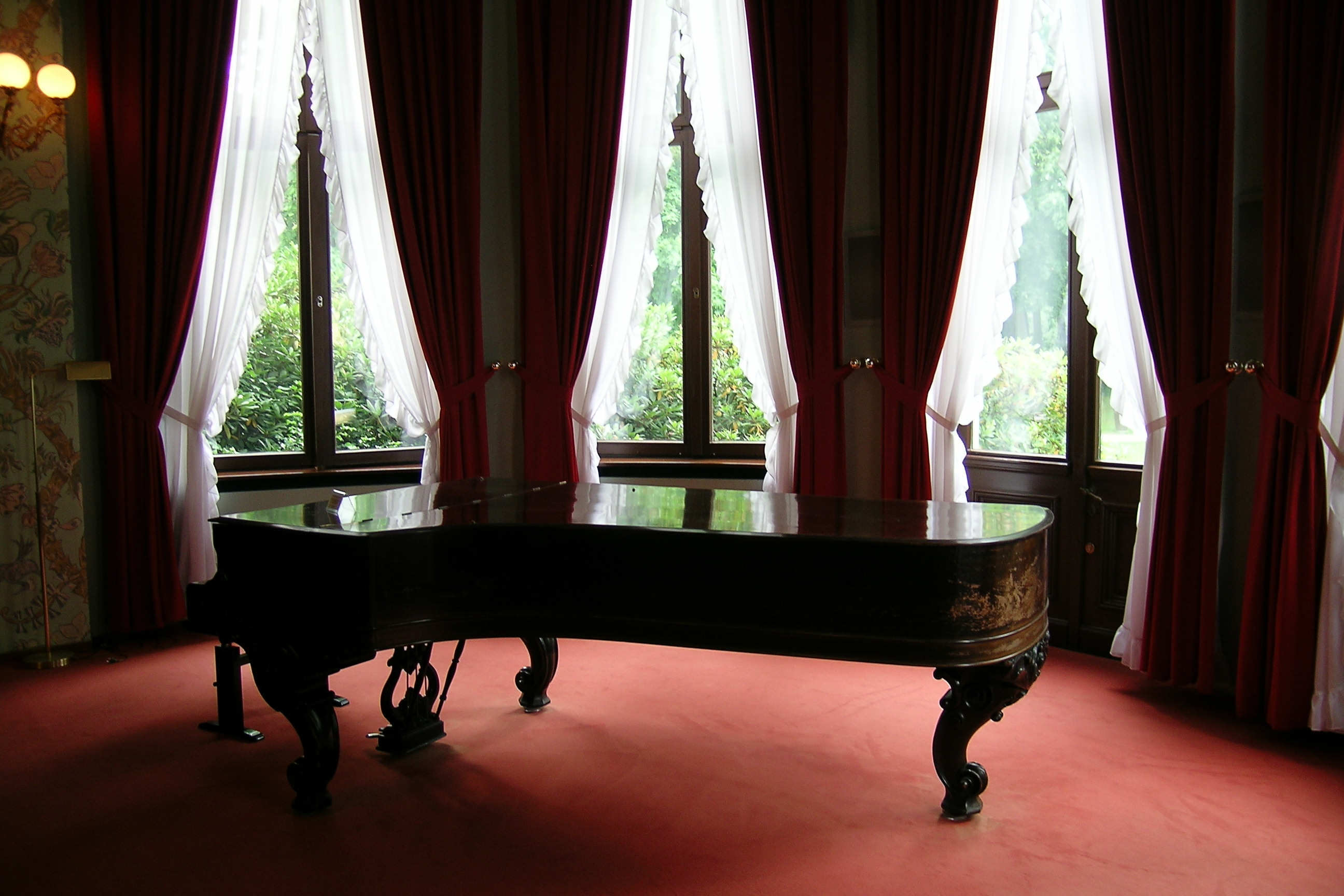
Steinwayovo křídlo v sále Wahnfriedu
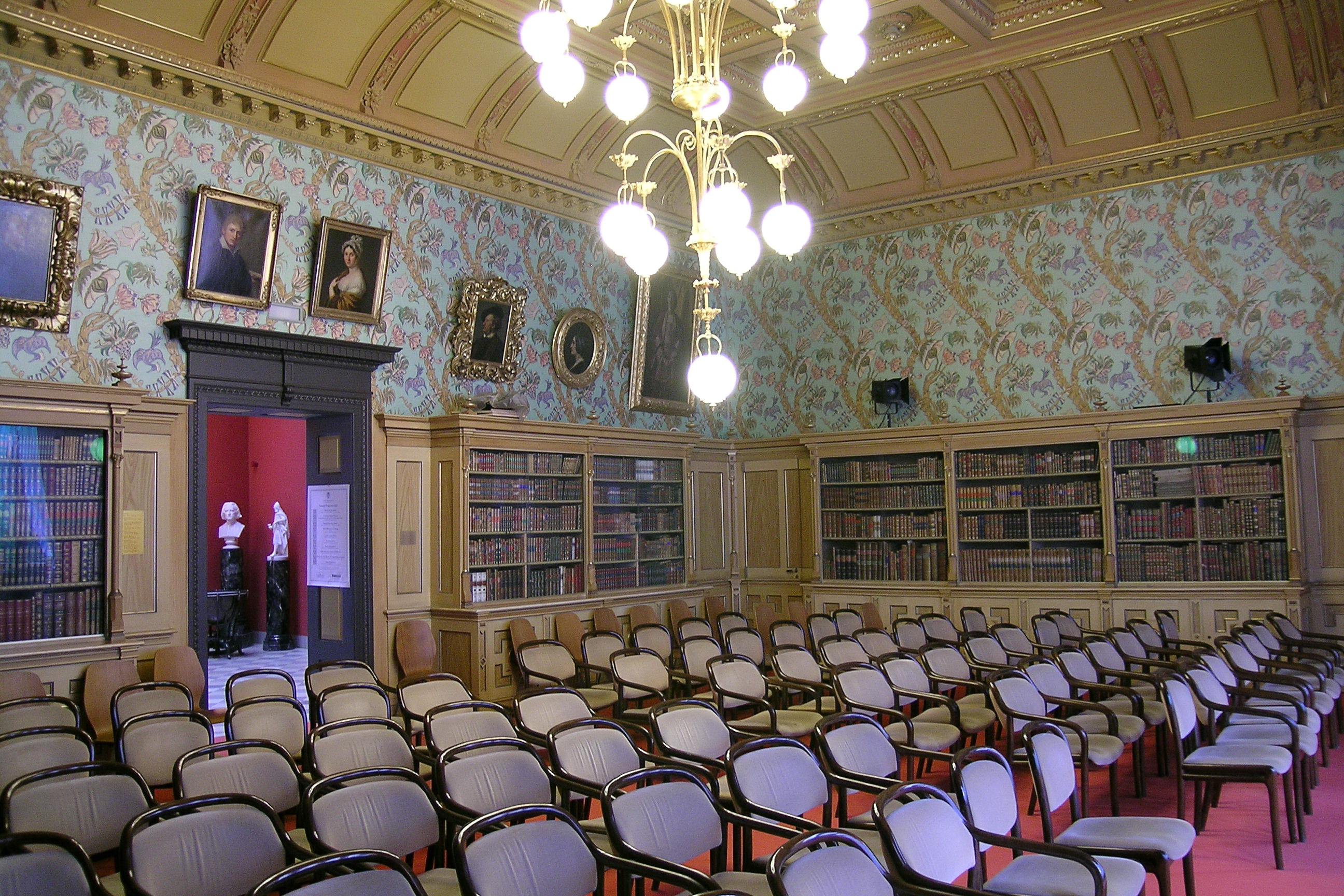
Sál Wahnfriedu
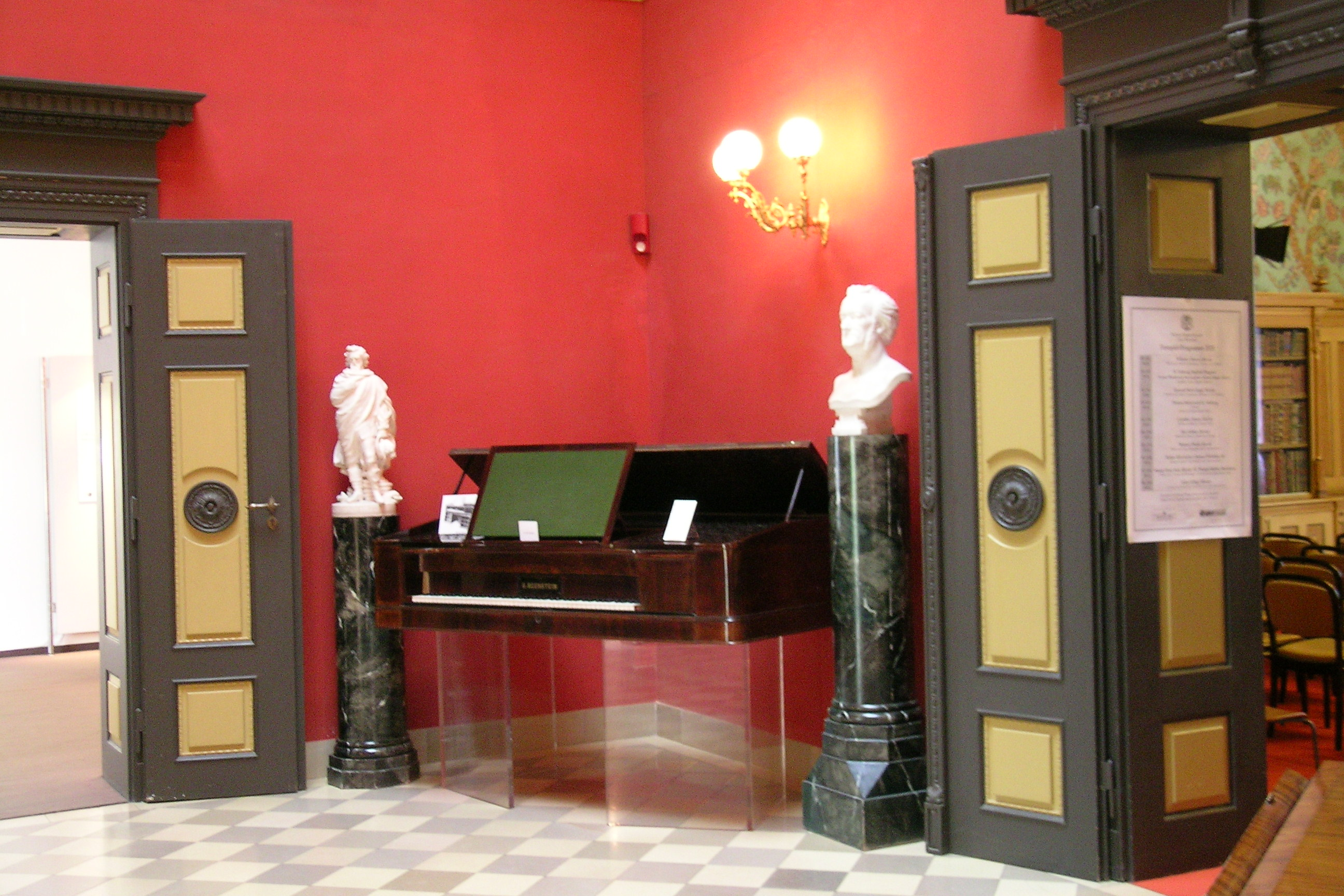
Vstupní hala Wahnfriedu